# Xenobiosella motueka
Xenobiosella motueka är en nattsländeart som beskrevs av Henderson 1983. Xenobiosella motueka ingår i släktet Xenobiosella och familjen stengömmenattsländor. Inga underarter finns listade i Catalogue of Life.